# Projekt 658
Projekt 658 war eine Klasse von Atom-U-Booten der Sowjetunion. Die NATO bezeichnete Projekt 658 als Hotel-Klasse. Zwischen 1958 und 1962 wurden acht Boote des Typs gebaut. Gemäß ihrer Rolle als U-Boot mit ballistischen Raketen wurden die Boote des Projekt 658 während ihrer Dienstzeit zum Einsatz moderner Raketentypen angepasst und trugen dann die Bezeichnungen Projekt 658M (Hotel-II-Klasse).

## Planung und Technik
1954 begann die sowjetische Marineführung mit Planungen zur Modifikation einer der existierenden U-Boot-Klassen, um die damaligen nuklear bestückten ballistischen Raketen mit ihren geringen Reichweiten nah genug an die Küste der Vereinigten Staaten zu positionieren und damit wichtige Ziele in den USA angreifen zu können. Ein Angriff auf weit im Landesinneren liegende Ziele war mit den bestehenden Systemen auch weiterhin nicht möglich, da deren Reichweite weniger als 300 km betrug. Im August 1955 wurde ein entsprechender Vorschlag eingereicht und die Entwicklung der Rakete und des U-Boots begann nach einem Regierungsbeschluss kurze Zeit später.
Bei Projekt 658 handelte es sich um die ersten sowjetischen U-Boote mit Nuklearantrieb, die ballistische Raketen mit sich führen konnten. Die Entwicklung basierte auf der nuklear angetriebenen Projekt-627-Klasse. Dazu wählte man eine Lösung, die man bereits beim Projekt 629 verwendet hatte. Damit kombinierte Projekt 658 die Fahrleistungen (Geschwindigkeit bei Unterwasserfahrt, Tauchdauer) von Projekt 627 mit dem nuklearen Bedrohungspotential von Projekt 629.
Der Bau von acht Booten wurde ab 1958 auf der Werft Nummer 402 in Sewerodwinsk begonnen. Weitere Boote waren geplant, jedoch wurde das Programm gestrichen, als man die Doktrin des nuklearen Erstschlages von See durch eine entsprechende Landdoktrin ersetzte.

### Antrieb und Rumpf
Das Antriebssystem bestand aus zwei WM-A-Druckwasserreaktoren mit je 70 MW Leistung und zwei nachgeschalteten Dampfturbinen mit je 17.500 PS, die zwei Wellen antrieben, und entsprach dem System, das bei Projekt 627 verwendet worden war. Der Rumpf von Projekt 627 war jedoch zu niedrig, um die vorgesehenen ballistischen Raketen vom Typ R-13 mit ihren zwölf Metern Länge dort unterzubringen. So verlängerte man den Kommandoturm der Boote und brachte dort hintereinander drei vertikale Startrohre unter. Man brachte zusätzliche horizontale Stabilisierungsflossen am Rumpf an und verbesserte die Geräuschdämmung sowie das Belüftungssystem.

### Bewaffnung
Die Bewaffnung wurde gegenüber Projekt 627 deutlich reduziert auf vier 533-mm- und zwei 400-mm-Torpedorohre am Bug und zwei 400-mm-Rohre am Heck. Für die 533-mm-Rohre wurden keine Reservetorpedos mitgeführt, so dass sich nur vier dieser Waffen an Bord befanden. Für die 400-mm-Rohre wurden insgesamt zehn Torpedos mitgeführt.
Die drei R-13-Raketen konnten nur an der Wasseroberfläche gestartet werden, so dass die Boote zum Angriff auftauchen mussten.

### Sensoren
Die Boote trugen je ein Periskop zur Luftraumbeobachtung und eines zum Angriff auf Überwasserziele. Jedes Boot besaß ein zylindrisches Bugsonar (Skat-3-Anlage) und ein Hochfrequenzsonar zum Auftauchen unter Eis.

## Projekt 658M (Hotel-II)
1962 begann die sowjetische Marine nach der Entwicklung neuer Raketen des Typs R-21, sieben Boote des Projekts 958 für diese Waffe umzurüsten. Die Reichweite der neuen Rakete war mit rund 1400 km etwa doppelt so hoch wie die des Vorgängermodells R-13. Die Boote mussten zudem nicht mehr auftauchen, um die Raketen zu starten, sondern konnten sie aus geringer Tiefe abfeuern. Die Umbauarbeiten wurden bis 1963 abgeschlossen.

## Projekt 701 (Hotel-III)
K-145, eines der Projekt-658-Boote, wurde zwischen Dezember 1971 und November 1972 umgerüstet, um als Testträger für sechs R-29-Interkontinentalraketen zu fungieren.
Während der Arbeiten wurde K-145 auf 129,8 Meter verlängert. Die Wasserverdrängung erhöhte sich auf 4.981 Tonnen an der Oberfläche. Wegen der Beibehaltung des Antriebssystems bei gestiegener Verdrängung verringerte sich die Geschwindigkeit auf 23,3 Knoten. 123 Seeleute bildeten die Besatzung.

## Boote der Klassen 658/658M/701

Zeichnung der Seitenansicht von Projekt 658 / Hotel-Klasse

Zeichnung der Seitenansicht von Projekt 658M / Hotel-II-Klasse. Der Turm wurde zum Bug hin verlängert.

Zeichnung der Seitenansicht von K-145, Projekt 701 / Hotel-III-Klasse. Die Bootslänge stieg auf 130 Meter, der Turm wurde zum Heck verlängert, um sechs Interkontinentalraketen aufnehmen zu können. Ein Gegengewicht unter dem Kiel gleicht den höher gelegenen Schwerpunkt aus.

### K-19
Das Boot wurde am 17. Oktober 1958 in Sewerodwinsk auf Kiel gelegt und lief ein Jahr später vom Stapel. Nach dem Abschluss der Endausrüstung und verschiedener Testfahrten wurde sie im 12. November 1960 in den Dienst der Nordflotte gestellt. Wegen mehrerer schwerer Unfälle, in die das Boot im Juli 1961, November 1969 und Februar 1972 verwickelt war, erlangte es eine gewisse Bekanntheit, die schließlich dafür sorgte, dass seine Geschichte verfilmt wurde. K-19 wurde 1962 vom Projekt 658 zum Projekt 658M umgerüstet. Eine weitere Umrüstung zum Testträger für Kommunikationsgerät fand 1976 statt. Das Boot wurde 1990 der Reserveflotte zugewiesen und schließlich 1996 aus der Flottenliste gestrichen und zum Abwracken vorgesehen.

### K-33
Das Boot wurde am 9. Februar 1959 in Sewerodwinsk auf Kiel gelegt und lief im August 1960 vom Stapel. Nach dem Abschluss der Endausrüstung und verschiedener Testfahrten wurde sie im 24. Dezember 1960 in Dienst gestellt. Das Boot legte im ersten Jahr über 11.000 Seemeilen zurück. 1962 wurde es zum Projekt 658M umgerüstet. Am 25. Juli 1976 wurde es in K-54 umbenannt und 1987 schließlich aus der Flottenliste der Marine gestrichen und zum Abwracken vorgesehen. 2003 begann seine Verschrottung.

### K-55
Das Boot wurde am 5. August 1959 in Sewerodwinsk auf Kiel gelegt und lief am 18. September 1960 vom Stapel. Nach dem Abschluss der Endausrüstung und verschiedener Testfahrten wurde K-55 am 27. Dezember 1960 in Dienst gestellt. Das Boot legte mehrere tausend Seemeilen bei verschiedenen Übungen zurück und führte im Juni 1961 eine 20 Tage andauernde, ununterbrochene Unterwasserfahrt durch. Im Dezember 1966 wurde das Boot zum Projekt 658M aufgerüstet und verlegte 1968 zu einem Stützpunkt der Pazifikflotte. 1986 wurde das Boot wegen Reaktorschäden von allen Einsätzen entbunden und 1989 aus den Flottenlisten gestrichen.

### K-40
Das Boot wurde am 6. Dezember 1959 in Sewerodwinsk auf Kiel gelegt und lief am 18. Juni 1961 vom Stapel. Nach dem Abschluss der Endausrüstung und verschiedener Testfahrten wurde K-40 am 27. Dezember 1961 in Dienst gestellt. 1962 wurde sie während der Kubakrise mit einsatzbereiten Atomsprengköpfen ausgerüstet und wartete getaucht in der Kola-Bucht auf den Befehl zum Einsatz der Waffen. 1967 wurde sie zum Projekt 658M aufgerüstet. Im Oktober 1986 wurde sie aus den Flottenlisten gestrichen und 1990 zur Nerpa-Werft geschleppt, um verschrottet zu werden.

### K-16
Das Boot wurde am 5. Mai 1960 in Sewerodwinsk auf Kiel gelegt und lief am 31. Juli 1961 vom Stapel. Nach dem Abschluss der Endausrüstung und verschiedener Testfahrten wurde K-16 am 28. Dezember 1961 in Dienst gestellt. 1970 wurde sie zum Projekt 658M umgerüstet. 1986 kam es beim Verladen von Waffen zu einem Wassereinbruch und 40 Tonnen Meerwasser gelangten in den Druckkörper. Im März 1989 wurde sie aus der Flottenliste gestrichen. Nach dem Entfernen des Reaktorabteils wurde das Boot 1992 verschrottet.

### K-145
Das Boot wurde am 21. Januar 1961 in Sewerodwinsk auf Kiel gelegt und lief am 30. Mai 1962 vom Stapel. Nach dem Abschluss der Endausrüstung und verschiedener Testfahrten wurde K-145 am 23. Oktober 1962 in Dienst gestellt. Von 1965 bis 1970 wurde sie als einziges Boot von Projekt 658 zu Projekt 701 umgerüstet. 1972 kam es nach mehreren fehlerfreien Starts von R-29-Raketen zu einer Meldung über eine Störung im Antrieb einer zum Start vorgesehenen Rakete. Nach dem Notauftauchen des Bootes explodierte einer der Treibsätze der Rakete, wobei der obere Teil der Waffe aus der offenen Raketenluke über Bord geschleudert wurde. Die Reparaturen dauerten bis 1976.
K-145 wurde am ersten Juli 1996 außer Dienst gestellt und vermutlich 2002 abgewrackt.

### K-149
Das Boot wurde am 12. April 1961 in Sewerodwinsk auf Kiel gelegt und lief am 20. Juli 1962 vom Stapel. Nach dem Abschluss der Endausrüstung und verschiedener Testfahrten wurde K-149 am 27. November 1962 in Dienst gestellt. 1965 wurde sie zum Projekt 658M aufgerüstet. Am 1. November 1996 wurde sie aus der Flottenliste gestrichen und zum Abwracken vorgesehen.

### K-178
Das Boot wurde am 11. September 1961 in Sewerodwinsk auf Kiel gelegt und lief am 23. September 1962 vom Stapel. Nach dem Abschluss der Endausrüstung und verschiedener Testfahrten wurde K-178 am 8. Dezember 1962 in Dienst gestellt. 1963 wurde sie zur Pazifikflotte versetzt. Während der Überführung unter dem Polareis gelang es der Mannschaft, K-178 zwei Mal durch die Eisdecke brechen zu lassen. 1967 wurde das Boot zum Projekt 658M aufgerüstet. Am 25. Januar 1988 brach ein Feuer an Bord aus, das einen Seemann tötete. 1997 wurde es aus der Flottenliste gestrichen und zur Abwrackwerft geschleppt.

## Fiktion
Die Geschichte des Unfalls auf K-19 von 1961 bildete die Grundlage des Films K-19 – Showdown in der Tiefe von 2002.

## Belege und Verweise